# 愛知県道181号光明寺木曽川停車場線
愛知県道181号光明寺木曽川停車場線（あいちけんどう181ごう こうみょうじきそがわていしゃじょうせん）とは、愛知県一宮市内を結ぶ愛知一般県道である。

## 概要

### 路線データ
- 起点：愛知県一宮市（愛知県道182号里小牧北方江南線交点、光明寺西交差点）
- 終点：愛知県一宮市（東海旅客鉄道（JR東海）東海道本線 木曽川駅付近）

## 沿革
- 1959年12月15日：認定

## 地理

### 通過する自治体
- 愛知県
  - 一宮市

### 交差する道路
- 愛知県道182号里小牧北方江南線（一宮市）
- 愛知県道148号萩原三条北方線（一宮市）
- 国道22号（名岐バイパス）（一宮市）